# Маломиколаївська селищна рада
Маломикола́ївська се́лищна ра́да — адміністративно-територіальна одиниця та орган місцевого самоврядування в Антрацитівському районі Луганської області. Адміністративний центр — селище міського типу Маломиколаївка.

## Загальні відомості
Маломиколаївська селищна рада утворена в 1964 році.
- Територія ради: 6,73 км²
- Населення ради: 2308 осіб (станом на 2001 рік)
- Територією ради протікає річка Ольхова

## Адреса селищної ради
94641, Луганська обл., Антрацитівський р-н, смт. Маломиколаївка, вул. Радянська, 9-А.

## Населені пункти
Населені пункти, що відносяться до селищної ради.
| № | Назва          | Тип  | Рік заснування | Площа км² | Населення (2001), ос. |
| - | -------------- | ---- | -------------- | --------- | --------------------- |
| 1 | Маломиколаївка | смт  | поч.18 ст.     | 4,54      | 2096                  |
| 2 | Єлизаветівка   | село | 1946           | 0,861     | 100                   |
| 3 | Західне        | село | 1936           | 0,12      | 51                    |

## Склад ради
Рада складалася з 16 депутатів та голови.
- Голова ради: Неруца Наталія Володимирівна
- Секретар ради: Носко Олена Вікторівна

### Керівний склад попередніх скликань
| Прізвище, ім'я, по батькові  | Основні відомості                                                        | Дата обрання | Дата звільнення |
| ---------------------------- | ------------------------------------------------------------------------ | ------------ | --------------- |
| Неруца Наталія Володимирівна | Селищний голова, 1973 року народження, освіта вища, позапартійна         | 26.03.2006   | 31.10.2010      |
| Неруца Наталія Володимирівна | Селищний голова, 1973 року народження, освіта вища, член Партії регіонів | 31.10.2010   |                 |

Примітка: таблиця складена за даними сайту Верховної Ради України

### Депутати
За результатами місцевих виборів 2010 року депутатами ради стали:

#### За суб'єктами висування
| Суб'єкт висування | Кількість обраних депутатів | %   |
| ----------------- | --------------------------- | --- |
| Партія регіонів   | 16                          | 100 |

#### За округами
| № округу        | Прізвище, ім'я, по батькові      | Дата визнання обраним | Освіта  | Партійна приналежність | Відомості про обраного депутата                                  |
| --------------- | -------------------------------- | --------------------- | ------- | ---------------------- | ---------------------------------------------------------------- |
| Партія регіонів |                                  |                       |         |                        |                                                                  |
| 1               | Балута Тетяна Миколаївна         | 04.11.2010            | вища    | член Партії регіонів   | тимчасово не працює                                              |
| 2               | Кошкін Сергій Вікторович         | 04.11.2010            | середня | член Партії регіонів   | Шахтоуправління «Луганське», прохідник                           |
| 3               | Чендарьова Ірина Ярославівна     | 04.11.2010            | середня | член Партії регіонів   | тимчасово не працює                                              |
| 4               | Есауленко Тетяна Михайлівна      | 04.11.2010            | середня | член Партії регіонів   | Кондитерська фабрика «А. В.К.», робітниця                        |
| 5               | Мілютіна Олена Олександрівна     | 04.11.2010            | вища    | член Партії регіонів   | Маломиколаївська селищна рада, бухгалтер                         |
| 6               | Мєдвєдєва Ольга Данилівна        | 04.11.2010            | середня | член Партії регіонів   | Лутугинський завод будівельних матеріалів, робітниця             |
| 7               | Літвіненко Людмила Володимирівна | 04.11.2010            | середня | член Партії регіонів   | тимчасово не працює                                              |
| 8               | Приходько Лариса Василівна       | 04.11.2010            | середня | член Партії регіонів   | Маломиколаївський селищний клуб, завідувачка                     |
| 9               | Шеремет Ірина Анатоліївна        | 04.11.2010            | вища    | член Партії регіонів   | тимчасово не працює                                              |
| 10              | Свалявчик Ольга Анатоліївна      | 04.11.2010            | вища    | член Партії регіонів   | тимчасово не працює                                              |
| 11              | Носко Олена Вікторівна           | 04.11.2010            | вища    | член Партії регіонів   | Маломиколаївська селищна рада, секретар                          |
| 12              | Хаткевич Сергій Сергійович       | 04.11.2010            | вища    | член Партії регіонів   | пенсіонер                                                        |
| 13              | Бєлікова Наталія Володимирівна   | 04.11.2010            | вища    | член Партії регіонів   | Маломиколаївська селищна рада, діловод                           |
| 14              | Біба Ніна Олександрівна          | 04.11.2010            | вища    | член Партії регіонів   | пенсіонер                                                        |
| 15              | Коваленко Наталія Анатоліївна    | 04.11.2010            | середня | член Партії регіонів   | Маломиколаївський фельдшерсько-акушерський пункт, молодша сестра |
| 16              | Бондаренко Наталія Олександрівна | 04.11.2010            | вища    | член Партії регіонів   | Маломиколаївський фельдшерсько-акушерський пункт, медична сестра |